# Bướm hải âu cam
Bướm hải âu cam, Appias nero là một loài bướm nhỏ thuộc họ Pieridae, có màu vàng và trắng, được tìm thấy ở Ấn Độ.

## Hình ảnh

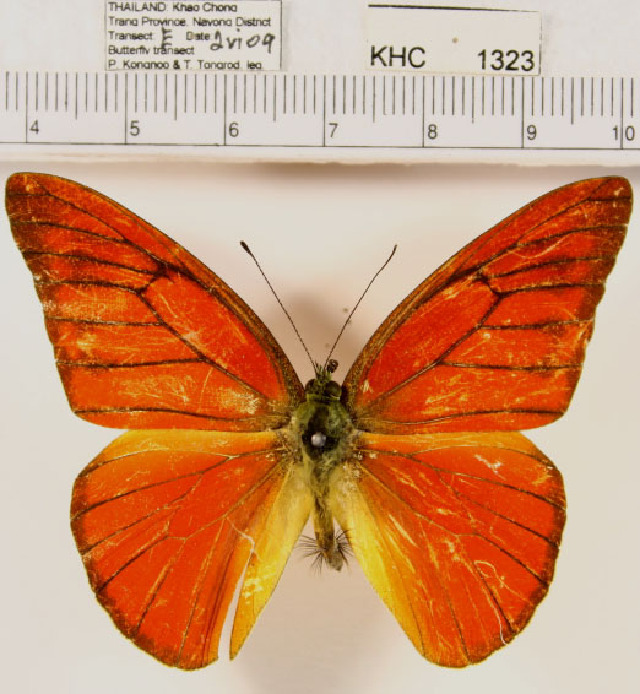
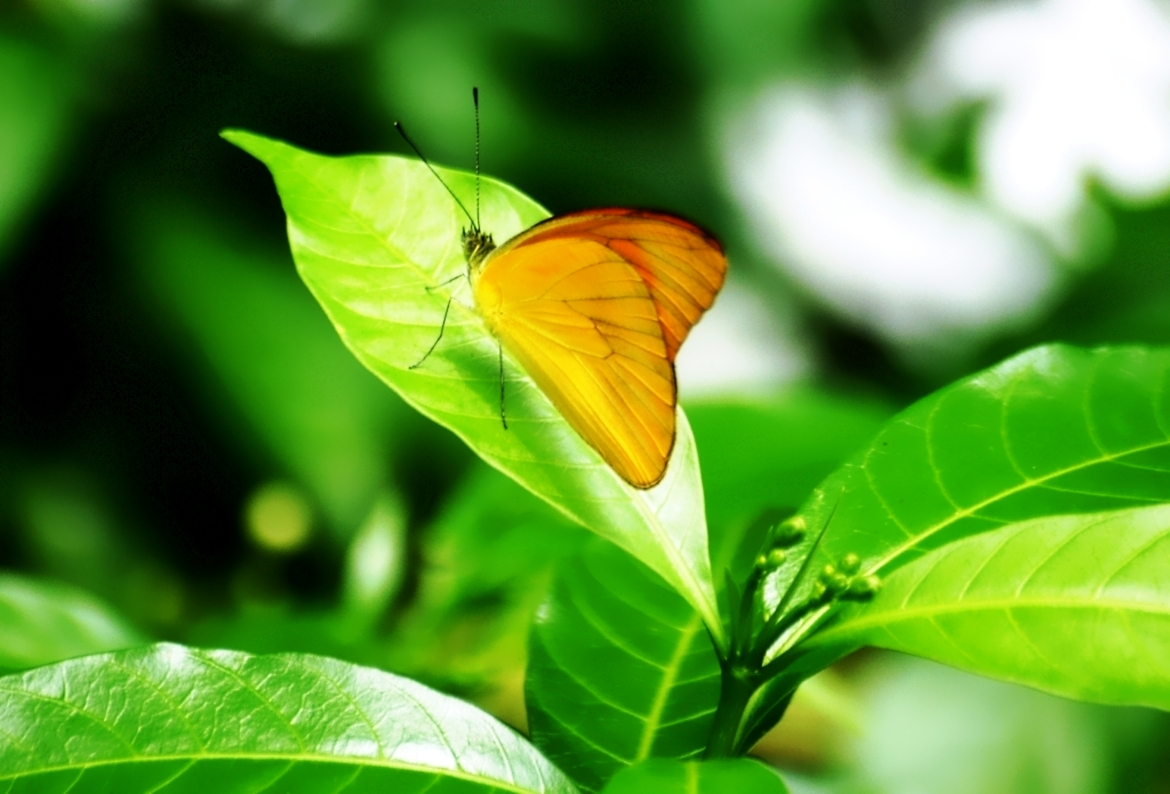
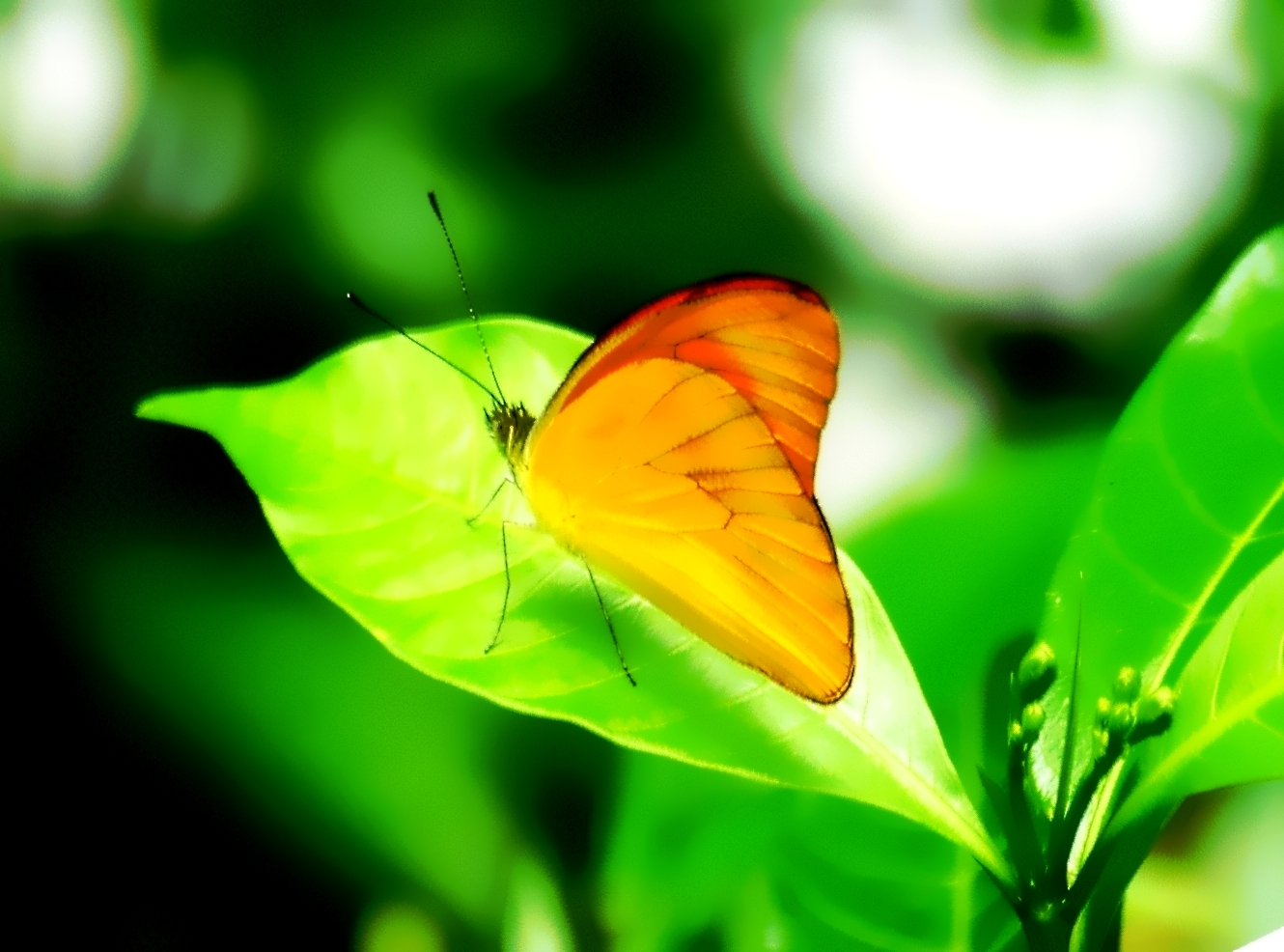
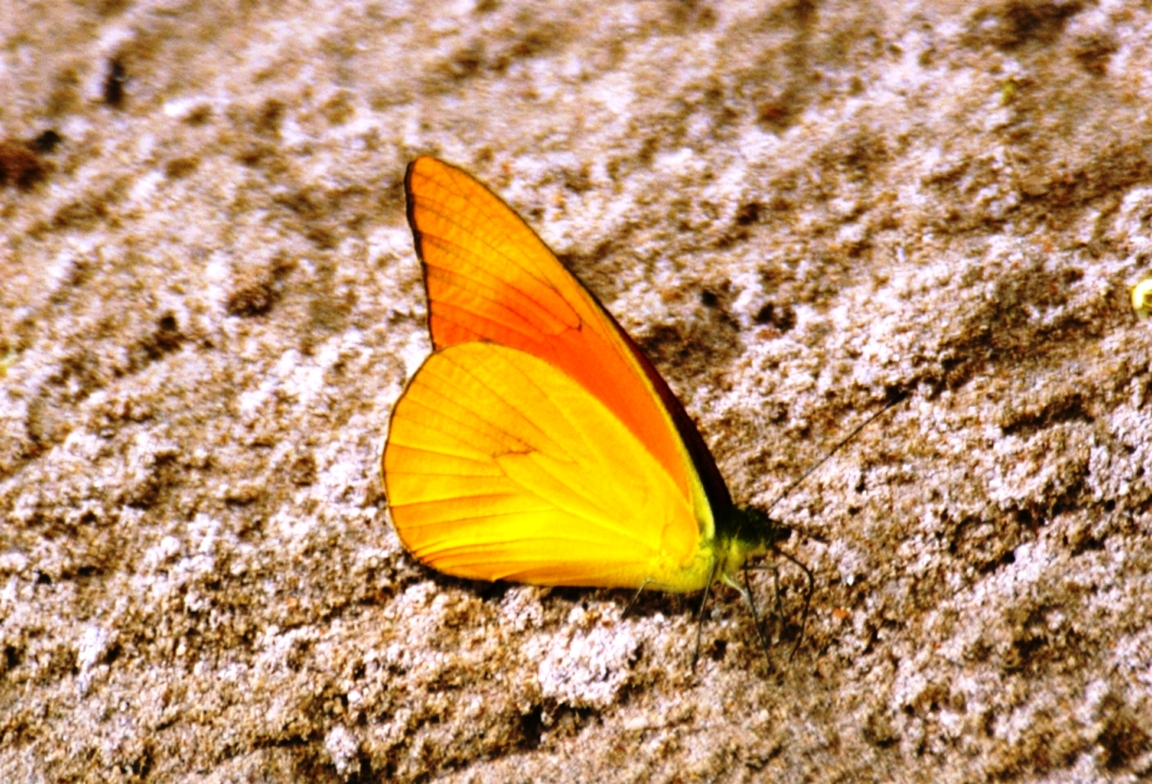